# Adryas
Adryas is een geslacht van vliesvleugeligen uit de familie Trichogrammatidae. De wetenschappelijke naam van dit geslacht is voor het eerst geldig gepubliceerd in 2004 door Pinto & Owen.

## Soorten
Het geslacht Adryas omvat de volgende soorten:
- Adryas albicerata Pinto & Owen, 2004
- Adryas bochica Pinto & Owen, 2004
- Adryas breviterebrata Viggiani & Velasquez, 2007
- Adryas erwini Pinto & Owen, 2004
- Adryas incompta Pinto & Owen, 2004
- Adryas intermedia Viggiani & Velasquez, 2007
- Adryas iris Pinto & Owen, 2004
- Adryas lioptera Pinto & Owen, 2004
- Adryas longiclavata Viggiani & Velasquez, 2007
- Adryas magister Pinto & Owen, 2004
- Adryas plurifumosa Pinto & Owen, 2004